# Інакадате

40°37′54″ пн. ш. 140°33′0″ сх. д. / 40.63167° пн. ш. 140.55000° сх. д.
Інакада́те (яп. 田舎館村, いなかだてむら, МФА: [inakadate muɾa]) — село в Японії, в повіті Мінамі-Цуґару префектури Аоморі. Станом на 1 жовтня 2007 площа села становила 22,31 км². Станом на 1 липня 2008 населення села становило 8332 осіб.